# Fořt (zámek)
Fořt je novorenesanční zámek, nacházející se v okrese Trutnov ve vsi Fořt u městyse Černý Důl.

## Historie
Obec Fořt je poprvé připomínána roku 1590, když statek získává Jan Kryštof z Valdštejna. Ten zde pak roku 1597 nechal postavit renesanční sídlo. V roce 1622 spadl celý zdejší statek pod správu Albrechta z Valdštejna, který zámek prodal Magdaleně Valdštejnové. Poté, sňatkem další dědičky Elišky Lidmily Valdštejnské s Bedřichem Leopoldem Kotulínským z Kotulína, přešel zámek do vlastnictví tohoto rodu, ve kterém setrval až do roku 1727. Poté patřil čtyřem příslušníkům rodu Choryňských z Ledské.
Roku 1794 byl zámek prodán podnikateli Václavu Bergerovi, který nechal v letech 1794 a 1801 přestavět zámek do dnešní, pozdně barokní podoby. Uprostřed parku a v sousedství dvora vznikla jednoposchoďová pozdně barokní stavba s mansardovou střechou a rizalitem v průčelí. V roce 1886 odkoupil sídlo továrník František Kluge z Rudníku. Několikrát byl pak ve 20. století upravován a v květnu 1958 byl prohlášen za kulturní památku. Ve druhé polovině 20. století zámecká budova sloužila jako internát zemědělského učiliště.